# Gökdeniz Karadeniz
Gökdeniz Karadeniz, född 11 januari 1980 i Giresun, är en turkisk före detta fotbollsspelare.

## Fotbollskarriär

### Klubblagskarriär
Karadeniz inledde sin seniorkarriär med Trabzonspor, för vilka han seriedebuterade säsongen 1997/1998. Han blev med åren en allt viktigare spelare för laget. Efter elva år med klubben lämnade han Trabzonspor för ryska Rubin Kazan, som han hjälpte till ligasegrar 2008 och 2009. Karadeniz avslutade sin spelarkarriär 2018. Rubin Kazan valde att pensionera Karadeniz tröjnummer, 61, som en hyllning för hans insatser för klubben.

### Landslagskarriär
Karadeniz medverkade i 50 A-landskamper för Turkiet. Han agerade ofta inhoppare. Karadeniz debuterade för landslaget mot Tjeckien 2003 och var med i Turkiets trupp till Confederations cup samma år. Han fick där ett mindre genombrott då han gjorde mål först mot Brasilien i gruppspelet och sedan mot Frankrike i semifinalen.
Han var en del av Turkiets trupp till EM 2008. Karadeniz sista landslagsframträdande var i EM-semifinalen mot Tyskland.
| Datum          | Plats                                         | Motståndare | Mål | Slutresultat | Tävling                 |
| -------------- | --------------------------------------------- | ----------- | --- | ------------ | ----------------------- |
| 11 juni 2003   | İnönüstadion, Istanbul                        | Makedonien  | 2–2 | 3–2          | Kval till EM 2004       |
| 23 juni 2003   | Stade Geoffroy-Guichard, Saint-Étienne        | Brasilien   | 1–1 | 2–2          | Confederations cup 2003 |
| 26 juni 2003   | Stade de France, Paris                        | Frankrike   | 2–1 | 2–3          | Confederations cup 2003 |
| 28 april 2004  | Kung Baudouin-stadion, Bryssel                | Belgien     | 3–2 | 3–2          | Vänskapsmatch           |
| 9 oktober 2004 | Fenerbahçe Şükrü Saracoğlu Stadyumu, Istanbul | Kazakstan   | 1–0 | 4–0          | Kval till VM 2006       |
| 24 mars 2007   | Karaiskakis-stadion, Pireus                   | Grekland    | 1–1 | 4–1          | Kval till EM 2008       |